# ملعب دمنهور
ملعب دمنهور هو ملعب متعدد الاستخدامات يقع في مدينة دمنهور في محافظة البحيرة في مصر وهو حاليا تحت الأنشاء. وعندما يتم الأنتهاء منه سوف يستخدم في الغالب في مباريات كرة القدم حيث يستضيف مباريات العودة لنادي ألعاب دمنهور ومن المتوقع أن يتسع الأستاد لأكثر من 60,000 متفرج.[بحاجة لمصدر] ولكن بعد فشل مصر في أستضافة بطولة كأس العالم لكرة القدم 2010، تم التوقف في البناء والتشييد في هذا الملعب.